# Hof (Dordrecht)
Het Hof in Dordrecht is een monumentaal gebouwencomplex aan het gelijknamige plein. Hier is het Museum Hof van Nederland gehuisvest en het stadsarchief. Dit complex is het voormalig Augustijnerklooster, dat werd gesticht in 1275. 

## Historie

### Klooster
Op de plaats van het huidige Hofcomplex, is in 1275 een klooster voor augustijnermonniken gesticht. Het klooster was een geschenk van Floris V.
Rond het binnenplein van het klooster waren een ziekenhuis, een brouwerij, een bakkerij en andere dienstgebouwen gevestigd. Na een brand in 1512 is het hele Hofcomplex in Renaissancestijl herbouwd. 
Het Augustijnenklooster in Dordrecht is bekend omdat daar in 1572 de Eerste Vrije Statenvergadering werd gehouden. 
De augustijnen hadden waarschijnlijk al in 1283 een huis in Dordrecht. Het waren bedelmonniken die leefden van giften voor geleverde diensten. De vestiging in Dordrecht viel onder de kerkprovincie Keulen en was gelegen op de hoek van de Voorstraat en het Steegoversloot. Kort na de stichting werd het Dordtse klooster door brand verwoest, hetgeen blijkt uit een aflaat die in 1295 verleend werd door de aartsbisschop van Keulen voor de herbouw. Er volgden door de eeuwen heen verschillende verbouwingen en uitbreidingen. In 1440 gebruikten de augustijnen bouwmaterialen die zij sloopten uit de kerk van Eemkerk die verdronken was tijdens de Sint-Elisabethsvloed van 1421. In 1554 werd er opnieuw verbouwd en schonk keizer Karel V het klooster een glasraam.
Dordtse vooraanstaande geslachten hadden over het algemeen goede contacten met het klooster, meerdere regenten hadden een kapel in de kloosterkerk en werden er begraven: Willem van Drenckwaert (1488), schout Jan van Drenckwaert (1549) en de familie Van Beveren.
Augustijnen waren vooral populair vanwege hun bovengemiddelde geleerdheid. Wie toegelaten wilde worden, moest minimaal kunnen lezen of schrijven. Daarna volgden lessen in Latijn, logica, dialectiek, filosofie en theologie. Goede studenten vonden hun weg naar een universiteit.
De omwenteling in 1572 betekende ook het einde van de kloosters in Dordrecht. Prior Johan Crabbius werd gevangengezet, en de augustijnermonniken en priesters vluchtten naar Brussel, waar zij de broederschap van de heilige Antonius oprichtten. De gebouwen van het klooster van de Minderbroeders werden eerst nog enige tijd gebruikt als hospitaal en al in 1573 als geschutgieterij. Hier werden kerkklokken omgesmolten tot wapens die gebruikt werden tijdens de opstand tegen de Spaanse overheersing.

### Latere functies
In 1572 vond in de Statenzaal,  de voormalige refter van het Augustijnenklooster, de Eerste Vrije Statenvergadering plaats. Twaalf steden onder leiding van Dordrecht zwoeren Filips II af en erkenden alleen Willem van Oranje als hun stadhouder. De wapenschilden van die twaalf steden zijn nog te zien in de glas-in-loodramen in de Statenzaal.
Alle belangrijke steden van Holland hadden afgevaardigden gestuurd. Edelen, Watergeuzen en afgevaardigden van de prins van Oranje waren ook aanwezig. De vergadering sprak zich uit tegen de Spaanse koning Filips II en voor vrijheid van godsdienst. Zij erkenden Willem van Oranje als stadhouder en gaven hem geld voor de oorlog tegen Spanje. 

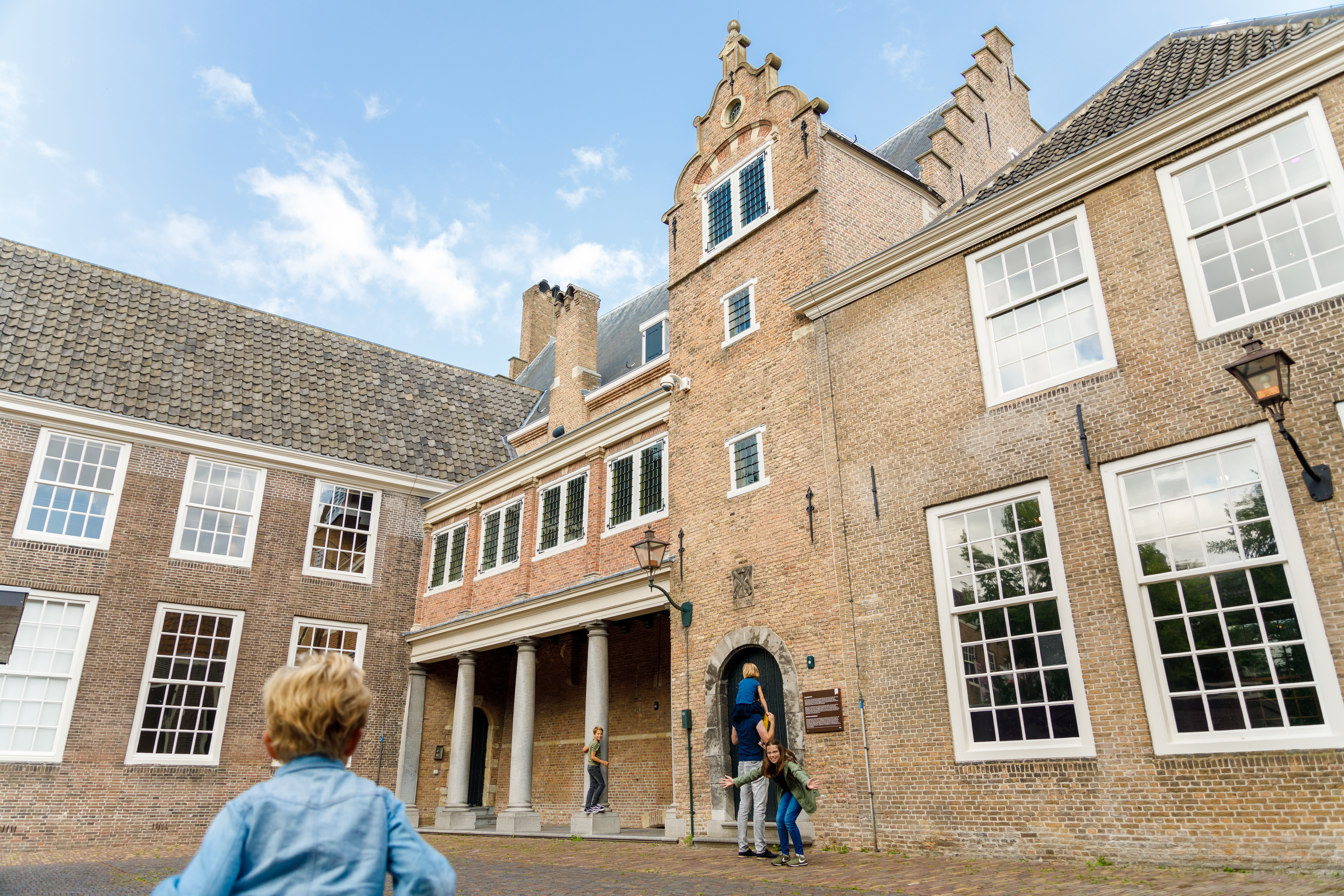
foto: Bram Vreugdenhil

Het Hof heeft in de loop der eeuwen meerdere functies gehad. Zo heeft het gebouw gefungeerd als gemeentehuis, werd er recht gesproken en werden er belangrijke buitenlandse gasten ontvangen. Ook heeft het gebouw dienstgedaan als woonhuis voor Willem van Oranje en de graaf van Leicester. Onder Maurits en Frederik Hendrik werd het klooster verfraaid en kreeg het de naam Prinsenhof. 
Bij de vredesonderhandelingen met Spanje in 1648 speelde de Statenzaal nog een rol als plaats van onderhandeling. Daarna werd het stil en raakte het Hof langzamerhand in verval. In 1835 kocht de gemeente Dordrecht het complex en vestigde er een tijdje een school in.
Van 1969 tot 1972 werd het Hofcomplex gerestaureerd. Sinds 2015 doet het gebouw dienst als museum over vrijheid in Nederland, vroeger en nu. Ook is hier het Regionaal Archief Dordrecht gevestigd, dat het archief van de stad Dordrecht en vele buurgemeenten bewaart. Het depot van het archief bevindt zich elders, dus bezoekers moeten stukken die ze willen inzien ruim op tijd aanvragen. 
De Augustijnenkerk is ook aan het Hof gelegen.

## Museum Hof van Nederland

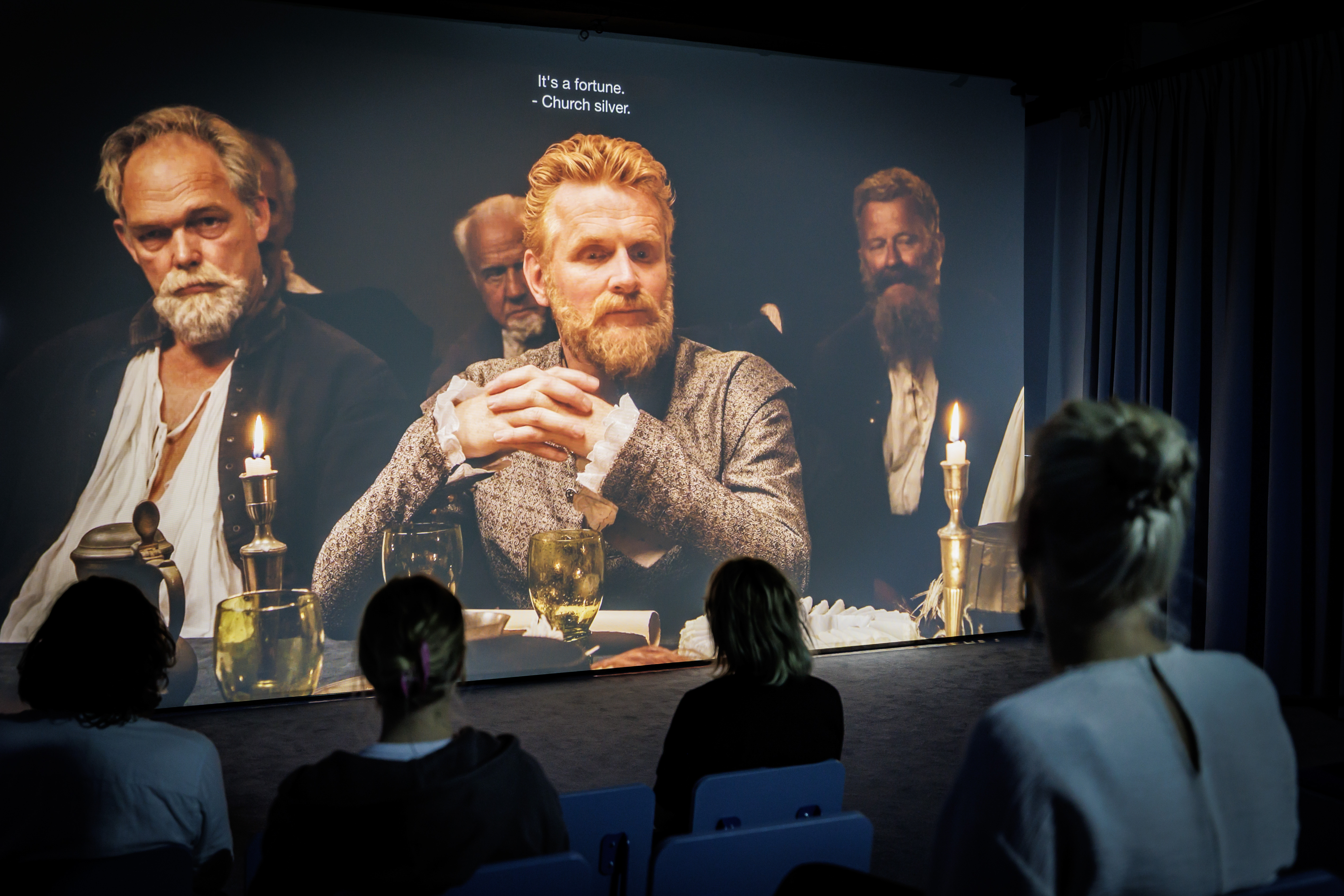
De Film De Vrije Staten, over de Eerste Vrije Statenvergadering maakt onderdeel uit van de tentoonstelling, Foto Bram Vreugdenhil

Het museum is ingericht rond het thema vrijheid in Nederland. Aan de hand van historische en actuele verhalen wordt getoond dat vrijheid en gelijkheid niet voor iedereen even vanzelfsprekend waren en zijn. Het museum verbeeldt het voortdurende streven naar vrijheid door de eeuwen heen.
Historische gebeurtenissen illustreren de drang naar vrijheid door de eeuwen heen. Zo werd er in 1572 een belangrijke stap gezet voor de vrijheid in Nederland. Op deze plek werd een geheime vergadering georganiseerd door twaalf Hollandse steden op uitnodiging van Willem van Oranje. In het Hof werd gesproken over hoe de Nederlandse opstand tegen Spanje voortgezet zou worden en werd de vrijheid van godsdienst en geweten vastgelegd op papier. Het museum toont ook andere historische verhalen rond het thema vrijheid, bijvoorbeeld over de Nationale Synode van 1618-1619, de gebroeders De Witt, de Tweede Wereldoorlog, vrouwenemancipatie en de actualiteit van vandaag.  